# Sąd szczegółowy

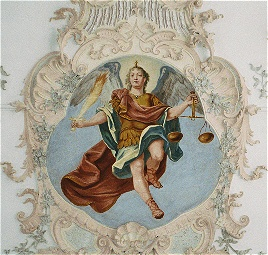
Archanioł Michał z wagą do ważenia dusz (Kościół św. Wawrzyńca i św. Elżbiety w Aulzhausen)

Sąd szczegółowy – według nauczania Kościoła katolickiego, sąd mający miejsce z chwilą śmierci, w wyniku którego człowiek w swojej nieśmiertelnej duszy zaraz po śmierci otrzymuje wieczną zapłatę za swoje życie. Sąd ten polega na odniesieniu życia człowieka do Chrystusa. Po nim przed duszą otwierają się trzy możliwości: albo następuje oczyszczenie zbawionej już duszy w czyśćcu, albo bezpośrednio otwiera się przed nią wejście do szczęścia nieba, albo zostaje ona potępiona na wieki.
Sąd ten jest różny od sądu ostatecznego, który nastąpi z chwilą paruzji, to jest z chwilą powrotu Chrystusa na świat w chwale pod koniec dziejów. Będzie wtedy osądzona każda chwila człowieka.

## Historia nauczania
Naukę o rzeczach ostatecznych (dotyczących losu człowieka po jego śmierci oraz życia wiecznego) Kościół wyraził we wszystkich symbolach wiary.
Papież Innocenty III w roku 1201 w liście do Imberta, arcybiskupa w Arles przypomina o tym, jaki los czeka umierających, jeśli nie zostaną uwolnieni od zmazy grzechu pierworodnego
lub z grzechów uczynkowych, a także o tym, iż karą za grzech pierworodny oraz karą za [ciężki] grzech osobisty jest męka wiekuistego piekła.
Podobnie naucza papież Innocenty IV w roku 1254 w liście do kardynała-legata na Cyprze mówiąc, że jeśli ktoś bez pokuty umiera w grzechu śmiertelnym, to bez wątpienia cierpi na zawsze męki ognia wieczystego piekła. Natomiast dusze ochrzczonych dzieci, jak również dorosłych umierających w stanie łaski, których nie zatrzymuje ani grzech, ani jakieś zadośćuczynienie za niego, przechodzą natychmiast do wiecznej ojczyzny.
Naukę o czyśćcu potwierdzono na XIV Soborze Powszechnym (Sobór lyoński II) w roku 1274, gdzie Kościół wschodni (grecki) – zgodnie z wolą cesarza Michała Paleologa – chciał połączyć się z katolicką społecznością, odczytano nauczanie Kościoła na temat Czyśćca zawarto wyznaniu wiary w imieniu cesarza, które w części dotyczącej spraw ostatecznych mówi o tym, że jeśliby prawdziwie pokutujący zakończyli życie w miłości [Boga] jeszcze przed godnym zadośćuczynieniem czynami pokutnymi za popełnione grzechy i zaniedbania, wówczas ich dusze (..) zostaną po śmierci oczyszczone karami czyśćcowymi, czyli ekspiacyjnymi. (..) Dusze zaś tych, którzy po przyjęciu chrztu św. nie splamili się w ogóle żadnym grzechem, oraz dusze tych, którzy splamiwszy się grzechem, zostały następnie oczyszczone w sposób wyżej podany czy to pozostając w ciele, czy też po oczyszczeniu go – zostają natychmiast przyjęte do nieba. Dusze zaś tych, którzy umierają bądź w grzechu śmiertelnym, bądź z samym tylko grzechem pierworodnym, natychmiast zstępują do piekła, gdzie jednak nierównym podlegają karom.
Nauczanie o doświadczeniu duszy po śmierci potwierdzone zostało w skierowanym podczas XVII Sobóru Powszechnego, Florenckiego dekrecie dla Greków (1439 r.), do którego zostało włączone wyznanie wiary Michała Paleologa.